# Epidius binotatus guineensis
Epidius binotatus là một phân loài nhện trong họ Thomisidae.
Loài này thuộc chi Epidius. Epidius binotatus guineensis được miêu tả năm 1942 bởi Millot.